# Nuoto ai Giochi della XXIV Olimpiade - 200 metri farfalla maschili

## Record
Prima di questa competizione, il record del mondo (WR) e il record olimpico (OR) erano i seguenti.
| Record mondiale | 1'56"24 | Michael Gross Germania Ovest | 28 giugno 1986 Hannover, Germania Ovest |
| Record olimpico | 1'57"04 | Jon Sieben Australia         | 3 agosto 1984 Los Angeles, Stati Uniti  |

Durante l'evento è stato migliorato il record olimpico:
| Data         | Evento   | Atleta        | Nazione        | Tempo   | Record          |
| ------------ | -------- | ------------- | -------------- | ------- | --------------- |
| 24 settembre | Finale A | Michael Gross | Germania Ovest | 1'56"94 | Record olimpico |

## Batterie
Si sono svolte 6 batterie di qualificazione. I primi 8 atleti si sono qualificati per la finale A (Q), i successivi 8 hanno invece disputato la finale B (q).
| #  | Batteria | Atleta              | Nazionalità             | Tempo   | Note |
| -- | -------- | ------------------- | ----------------------- | ------- | ---- |
| 1  | 6        | Michael Gross       | Germania Ovest          | 1'58"09 | Q    |
| 2  | 4        | Anthony Mosse       | Nuova Zelanda           | 1'58"71 | Q    |
| 3  | 5        | David Wilson        | Australia               | 1'59"02 | Q    |
| 4  | 5        | Benny Nielsen       | Danimarca               | 1'59"26 | Q    |
| 5  | 4        | Jon Kelly           | Canada                  | 1'59"40 | Q    |
| 6  | 6        | Melvin Stewart      | Stati Uniti             | 1'59"78 | Q    |
| 7  | 4        | Tom Ponting         | Canada                  | 2'00"08 | Q    |
| 8  | 6        | Anthony Nesty       | Suriname                | 2'00"17 | Q    |
| 9  | 4        | Martin Roberts      | Australia               | 2'00"32 | q    |
| 10 | 6        | Mark Dean           | Stati Uniti             | 2'00"86 | q    |
| 11 | 6        | Frank Drost         | Paesi Bassi             | 2'00"99 | q    |
| 12 | 4        | Tim Jones           | Gran Bretagna           | 2'01"01 | q    |
| 13 | 5        | Vadim Jaroščuk      | Unione Sovietica        | 2'01"05 | q    |
| 14 | 6        | Satoshi Takeda      | Giappone                | 2'01"42 | q    |
| 15 | 3        | Nick Hodgson        | Gran Bretagna           | 2'01"44 | q    |
| 16 | 5        | Christophe Bordeau  | Francia                 | 2'01"70 | q    |
| 17 | 4        | Rafał Szukała       | Polonia                 | 2'01"91 |      |
| 18 | 5        | Reinhold Leitner    | Austria                 | 2'02"18 |      |
| 19 | 4        | Hiroshi Miura       | Giappone                | 2'02"30 |      |
| 20 | 3        | Ross Anderson       | Nuova Zelanda           | 2'02"40 |      |
| 21 | 5        | Martin Herrmann     | Germania Ovest          | 2'02"61 |      |
| 22 | 4        | Ondřej Bureš        | Cecoslovacchia          | 2'02"93 |      |
| 23 | 6        | Jan Larsen          | Danimarca               | 2'03"01 |      |
| 24 | 5        | José Luis Ballester | Spagna                  | 2'03"32 |      |
| 25 | 3        | Jean-Marie Arnould  | Belgio                  | 2'03"76 |      |
| 26 | 2        | Diogo Madeira       | Portogallo              | 2'03"79 |      |
| 26 | 3        | Christer Wallin     | Svezia                  | 2'03"79 |      |
| 28 | 3        | Khazan Singh Tokas  | India                   | 2'03"95 |      |
| 29 | 2        | João Santos         | Portogallo              | 2'04"74 |      |
| 30 | 3        | Zhan Jiang          | Cina                    | 2'05"22 |      |
| 31 | 2        | Ahmed Abdullah      | Egitto                  | 2'05"28 |      |
| 32 | 2        | Joseph Eric Buhain  | Filippine               | 2'05"32 |      |
| 33 | 3        | Théophile David     | Svizzera                | 2'05"58 |      |
| 34 | 6        | Eduardo de Poli     | Brasile                 | 2'06"15 |      |
| 35 | 2        | Park Yeong-cheol    | Corea del Sud           | 2'08"57 |      |
| 36 | 1        | Emanuel Nascimento  | Brasile                 | 2'09"40 |      |
| 37 | 2        | Desmond Koh         | Singapore               | 2'10"86 |      |
| 38 | 1        | Sultan Al-Otaibi    | Kuwait                  | 2'12"89 |      |
| 39 | 1        | William Cleveland   | Isole Vergini Americane | 2'13"19 |      |
| 40 | 1        | Kristan Singleton   | Isole Vergini Americane | 2'19"68 |      |
| -  | 1        | Julian Bolling      | Sri Lanka               | DNS     |      |
| -  | 5        | Matjaž Kozelj       | Jugoslavia              | DNS     |      |

## Finale B
| Posizione | Atleta             | Paese            | Tempo   | Note |
| --------- | ------------------ | ---------------- | ------- | ---- |
| 1         | Mark Dean          | Stati Uniti      | 2'00"26 |      |
| 2         | Tim Jones          | Gran Bretagna    | 2'00"32 |      |
| 3         | Vadim Jaroščuk     | Unione Sovietica | 2'00"34 |      |
| 4         | Nick Hodgson       | Gran Bretagna    | 2'01"09 |      |
| 5         | Christophe Bordeau | Francia          | 2'01"46 |      |
| 6         | Frank Drost        | Paesi Bassi      | 2'01"59 |      |
| 7         | Satoshi Takeda     | Giappone         | 2'02"18 |      |
| 8         | Martin Roberts     | Australia        | 2'04"28 |      |

## Finale A
| Posizione | Atleta         | Paese          | Tempo   | Note            |
| --------- | -------------- | -------------- | ------- | --------------- |
| Oro       | Michael Gross  | Germania Ovest | 1'56"94 | Record olimpico |
| Argento   | Benny Nielsen  | Danimarca      | 1'58"24 |                 |
| Bronzo    | Anthony Mosse  | Nuova Zelanda  | 1'58"28 |                 |
| 4         | Tom Ponting    | Canada         | 1'58"91 |                 |
| 5         | Melvin Stewart | Stati Uniti    | 1'59"19 |                 |
| 6         | David Wilson   | Australia      | 1'59"20 |                 |
| 7         | Jon Kelly      | Canada         | 1'59"48 |                 |
| 8         | Anthony Nesty  | Suriname       | 2'00"80 |                 |